# ماهیگیری پایدار

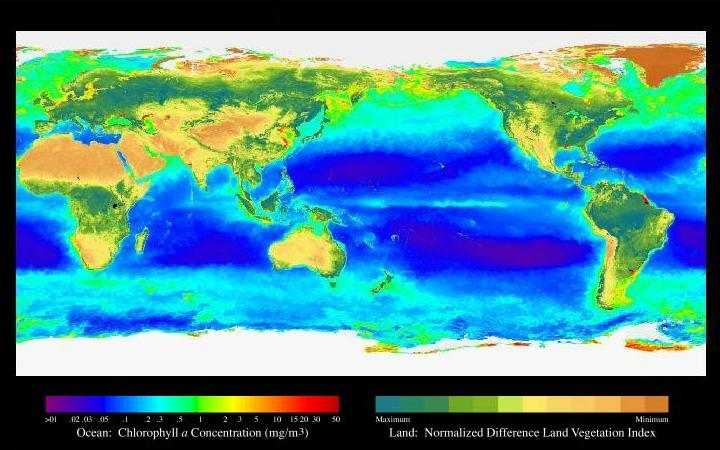
نقشه SeaWiFS سطوح تولید اولیه در اقیانوس‌های جهان را نشان می‌دهد

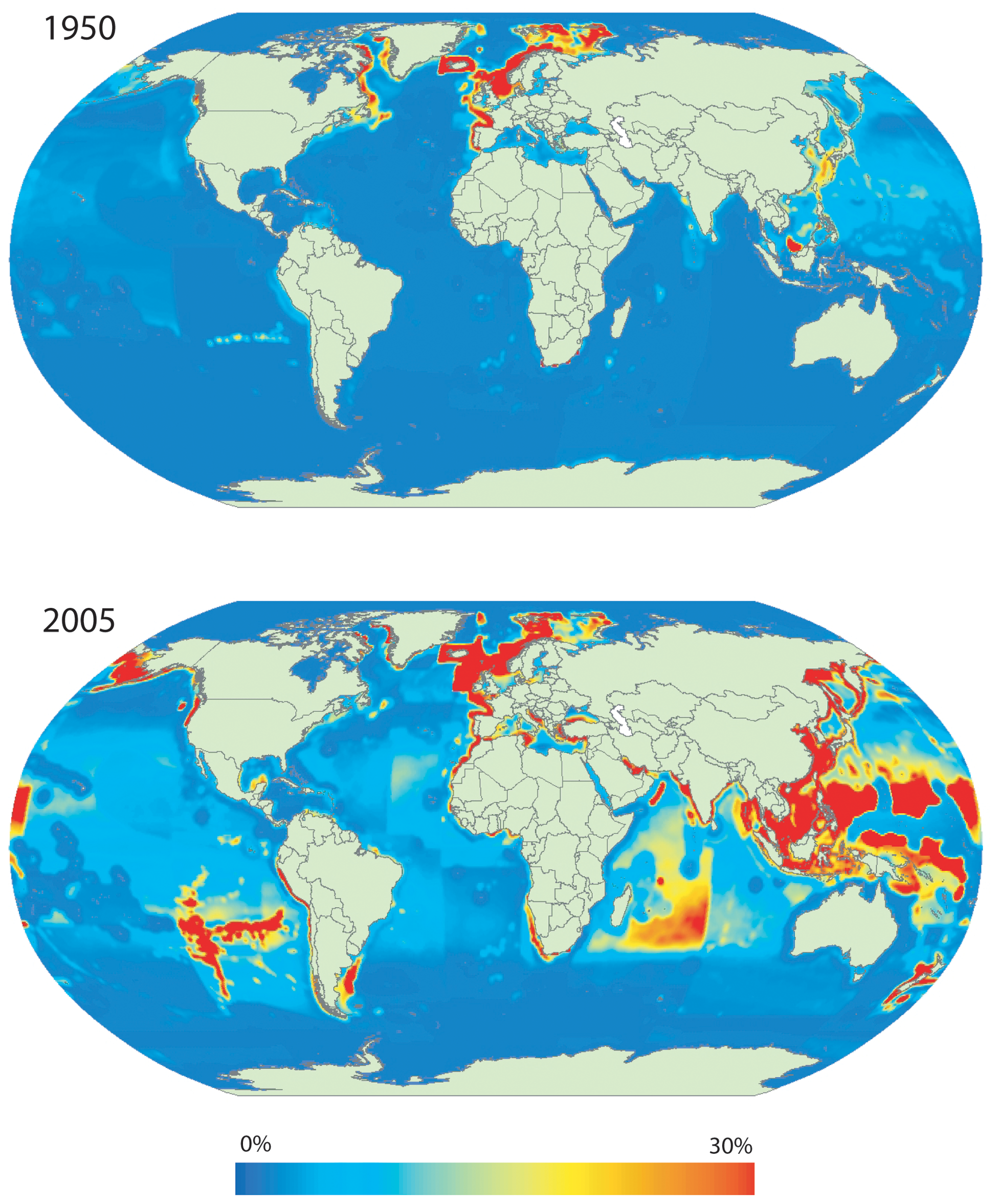
تولید اولیه مورد نیاز (PPR) برای حفظ ماهیگیری دریایی جهانی به عنوان درصد تولید اولیه محلی (PP). برآوردهای PPR, PP و PPR/PP محاسبه‌شده در سلول‌های اقیانوسی ۰٫۵ درجه عرض/طول جغرافیایی. برآوردهای PPR بر اساس پایگاه‌داده [www.seaaroundus.org Sea Around Us] و برآوردهای PP برگرفته از داده‌های ماهواره‌های رنگی اقیانوس جهانی SeaWiFS. نقشه‌های کل فرود سالانه را برای سال‌های ۱۹۵۰ (بالا) و ۲۰۰۵ (پایین) نشان می‌دهد. توجه داشته باشید که برآوردهای PP ایستا هستند و از پایش‌های سینوپتیک برای سال ۱۹۹۸ استخراج شده‌اند.

یک باور رایج از یک ماهیگیری پایدار Sustainable fishery این است که ماهیگیری با نرخ پایداری برداشت می‌شود، جایی که جمعیت ماهی به دلیل شیوه‌های ماهیگیری در طول زمان کاهش نمی‌یابد. پایداری در ماهیگیری، رشته‌های نظری، مانند پویایی‌شناسی جمعیت ماهیگیری، را با استراتژی‌های عملی، مانند پرهیز از صید بی‌رویه از طریق فنونی مانند سهمیه ماهیگیری فردی، محدود کردن شیوه‌های ماهیگیری مخرب و غیرقانونی با لابی برای قانون و سیاست مناسب، ایجاد مناطق حفاظت‌شده، ترکیب می‌کند. بازسازی ذخایر ماهیان ازبین‌رفته، ترکیب همه عوامل خارجی درگیر دربرداشت اکوسیستم‌های دریایی در اقتصاد شیلات، آموزش سهامداران و عموم مردم، و توسعه برنامه‌های صدور گواهینامه مستقل.